# Лубсанова, Дарима Жамсарановна
Дари́ма Жамсара́новна Лубса́нова (бур.  Лубсанова Жамсаранай Даримаа) ― российская театральная бурятская актриса, Заслуженная артистка Республики Бурятия (2006), Народная артистка Республики Бурятия (2021), актриса Бурятского театра драмы имени Х. Н. Намсараева.

## Биография
Родилась 28 января 1981 года в улусе Баянгол, Баргузинский район, Бурятская АССР.
В 2002 году окончила Восточно-Сибирскую государственную академию культуры и искусств. В том же году начала служение в Бурятском государственном академическом театре драмы имени Хоца Намсараева.
В 2002 году в постановке «Улейские девушки», который был показан на Всемирной театральной олимпиаде в Москве, она исполнила одну из главных ролей в спектакле. Спектакль был показан на фестивалях и гастролях в Бресте, Каннах (Франция), Монголии, в театре Наций в Москве, Иркутске, Чите. Эту роль Дарима исполняет и сегодня.

Еще в студенческие годы Дариме прочили блистательную актерскую карьеру. Обладая очень яркой, гармоничной внешностью, естественной грацией и красивым голосом, она, помимо всех своих неоспоримых достоинств, к тому же обладала актерским талантом. Мгновенно улавливая характеры, она с годами научилась их раскрывать, добавляя в них что-то от себя. Именно такой стала Нина Заречная в исполнении Даримы, романтичная, мечтательная, истинно русская, но, словно выросшая в Верхнеудинске, или в дореволюционной купеческой Кяхте...  Критики позже признавали, что в основе любой роли в исполнении Даримы лежит ее природная грация и естественная легкость. Она словно независима от возраста, может быть взрослой, в то же время юной, а то и вовсе ребенком. — 
в 2004 и 2005 годах Дарима исполнила роль Мальвины в спектакле «Буратино» по пьесе В. Массальского. «Кукольная» пластика, интонационный строй в сочетании с её природными данными позволили ей стать любимой героиней у маленького зрителя.
Успешной для Даримы стала роль Ирины в спектакле «С.С.С.Р. – союз солдатских сердечных ран» по пьесе Геннадия Башкуева. Благодаря игре Даримы этот образ выдался одним из самых ярких в спектакле. Актриса воплотила на сцене многогранную личность молодой девочки, которая на глазах превращается в сильную, мудрую женщину.
Помимо участия в спектаклях Лубсанова активно занимается и концертная деятельность. Дарима выступает в роли ведущей и продюсера творческих мероприятий, всякий раз поражая зрителя сочетанием красоты и умения очаровывать зал.
За большой вклад в развитие бурятского театрального искусства Дарима Жамсарановна Лубсанова была удостоена почётных званий «Заслуженная артистка Республики Бурятия» (2006) и «Народная артистка Республики Буряти» (2021). Стала Лауреатом премии имени Народной артистки СССР Марии Степановой и Государственный премии Республики Бурятия

## Театральные роли
- 2019 ― по мотивам бурятского эпоса «Үншэн сагаан ботогон. Верблюжонок» - мать
- 2018 – Н. Цыденова, Ж. Динганорбоева «Уялга» - тетя Сэндэма, санитарка, Надя.
- 2018 ― Л. Баффи «Бонобо» - Арьяна
- 2018 ― по произведениям Сетона-Томпсона, Джека Лондона, Антона Чехова, Гавриила Троепольского/«Собачьи истории» – ввод, Номин
- 2018 ― С. Жамбалов «Алдар. 9 секунд» – ведьма
- 2017 ― по мотивам романа В. Митыпова «Долина бессмертников»/«Хүлэр түмэрэй амисхал» - мать
- 2017 ― Я. Пулинович «Земля Эльзы»/«Оройтоһон дуранай охин» – Изабелла
- 2017 ― театральное представление по творчеству Д. Батожабая «Жизнь ставшая легендой»
- 2016 ― по мотивам повести В. Распутина «Прощание с Матерой» / «Полёт. Бильчирская история» – Нюня, сельчанка
- 2016 ― Ф. Достоевский «Игрок» – Бланш
- 2015 ― В. Шекпир «Ромео и Джульетта» - Леди Монтекки
- 2014 ― В. Басаа, С. Жамбалов «Ветер минувших времен - Сырен-Дулма
- 2014 ― Ч. Айтматов «Манкурт» - верблюдица
- 2010 ― Цао Юй «Гроза»  – Фань И
- 2007 ― В. Шекспир «Максар. Шуһата тала» - дунда золиг
- 2006 ― А.Вампилов «Утиная охота» - Валерия
- 2006 ― С.и Э. Жамбаловы «Улейские девушки» - невеста
- 2005 ― Г.Башкуев «Али Баба, 40 разбойников и 1 ученый попугай» - Раджана
- 2005 ― Д. Эрдынеев «Бальжин хатан» - Бальжин хатан
- 2005 ― Б. Эрдынеев «Япон Долгор» - переводчица
- 2005 ― Г. Башкуев «С.С.С.Р.» -  Ирина
- 2005 ― Б. Брехт «Трехгрошовая опера» - Полли Пичем
- 2004 ― В. Массальский «Буратино» - Мальвина
- 2004 ― А. Лыгденов «Зүрхэн шулуун»
- 2003 ― Б. Гаврилов «Чингисхан» - Хулан хатан
- 2003 ― Л. Успенский «Белоснежка и семь гномов» - Белоснежка
- 2003 ― Сультимов «Амиды зула» - Бумаа
- 2003 ― Г. Башкуев «На стыке веков» -
- 2002 ― А. Чехов «Чайка» - Нина Заречная
- 2002 ― В.Шекспир «Гамлет» - Гертруда
- 2002 ― М. Горький «Васса Железнова» - Анна
- 2001 ― Г. Башкуев «Танцующий призрак» - Яна
- 2000 ― С.и Э. Жамбаловы «Улейские девушки» - Невеста

## Ссылка
- Актриса Буряад театра Дарима Лубсанова о работе онлайн: «Просто хочется свою миссию нести до конца»
- Актриса Буряад театра: «Жизнь человеческая лучше жизни вечной»
- Интервью актрисы Буряад театра Даримы Лубсановой
- Актриса Буряад театра Дарима Лубсанова о работе онлайн: «Просто хочется свою миссию нести до конца»
- Актрисы Буряад театра удостоены званий «Народный артист Бурятии»
- Дарима Лубсанова